# Grande Île
Grande Île (doslovan prijevod, "Veliki otok") ili "ellipse insulaire" (eliptični otok), povijesno središte Strasbourga, Francuska, je otok na rijeci Ill koji je prvo središte jednog grada koje je dospjelo na UNESCOv popis mjesta svjetske baštine u Europi, već 1988. godine. Internacionalno vijeće za spomenike i mjesta navelo je kako je Grand Île "stara četvrt koja je pravi primjer srednjovjekovnog grada".
Pored Stražburške katedrale, šeste najviše crkve na svijetu i krunskog primjera gotičke arhitekture 15. stoljeća, u Grand Îleu se nalazi još drevnih crkava: Crkva Svetog Tome (Église Saint-Thomas ), Stara crkva Svetog Petra (St. Pierre-le-Vieux), Nova crkva Svetog Petra (St. Pierre-le-Jeune) i crkva St. Étienne; ali i srednjovjekovni trg Kleber; stambena četvrt s očuvanom srednjovjekovnom arhitekturom, napose kućom Kammerzell; i 22 stara mosta kojima je povezan s gradom. Upravo su na njima postavljene 22 mjedene ploče na kojima se navodi njegov status svjetske baštine.
48°34′58.8″N 7°44′52.8″E / 48.583000°N 7.748000°E

## Katedrala Notre-Dame u Strasbourgu
Stražburška katedrala ili Katedrala naše Gospe od Strasbourga (francuski: Cathédrale Notre-Dame-de-Strasbourg, njemački: Liebfrauenmünster zu Straßburg) je katolička katedrala u Strasbourgu, čiji su brojni dijelovi romanička arhitektura, ali je poznata kao primjer visoke ili kasne gotičke arhitekture. Za veliki dio njezine izgradnje od 1277. do svoje smrti, 1318. godine, zaslužan je Erwin von Steinbach.
Godine 1015., biskup Werner von Habsburg je započeo gradnju nove katedrale preko ruševina Karolinške bazilike iz 778. godine. Veličanstvena romanička građevina s drvenim krovom je izgorjela 1176. godine. Od 1176. do 1439. obnavljala se i tijekom tog razdoblja građevinari iz Chartresa su potpuno promijenili njen izgled, osim kora i južnog portala. Novi gotički zapadni portal, s tisućama figura, je najveličanstveniji, a sjeverni toranj (1439.), dugo najviša građevina na svijetu, je zahvaljujući umijeću majstora vrhunac linearnosti u kamenu.
Na južnom transeptu katedrale nalazi se 18 metara visok astronomski sat, jedan od najvećih na svijetu.
S visinom od 142 metra, ona je od 1647. do 1874. godine bila najviša građevina a svijetu, kada ju je premašila Crkva Svetog Nikole u Hamburgu, a danas je šesta najviša crkva na svijetu. Victor Hugo ju je opisao kao "divovsko čudo delikatnosti" ("Prodige du gigantesque et du délicat"). Katedrala je vidljiva širom ravnica Alsacea i može se vidjeti čak s planina Vosges i iz Crne šume s druge strane Rajne.
Francuska i njemačka policija je spriječila Al-Qaedine islamske militante koji su planirali postaviti bombu na božićnu tržnicu, odmah uz katedralu, 2000. godine
- Romanički kor
- Zapadni portal sa skulpturama
- Vitraj na rozeti
- Rozeta izvana
- Astronomski sat
- Glavne orgulje

## Crkva sv. Tome
Crkva Svetog Tome (francuski: Église Saint-Thomas, njemački: Thomaskirche) je glavna protestantska crkva u Strasbourgu otkad je francuskom aneksijom grada Strazburška katedrala ponovno postala rimokatoličkom 1681. godine. Zovu je i "Protestantska katedrala" (la cathédrale du Protestantisme alsacien, Kathedrale der Protestanten) ili Stara dama (Die alte Dame), i jedini je primjer dvoranske crkve u pokrajini Alsace.
Na današnjoj lokaciji crkve postojalo je mjesto štovanja Svetog Tome Apostola, još od 6. stoljeća, a pod pokroviteljstvom biskupa Adelochusa podignuta je veličanstvena crkva sa školom. Obje građevine su izorile u požarima 1007. i 1144. godine. Godine 1196., započeta je izgradnja nove crkve u obliku utvrde s fasadom u romaničkom stilu s impozantnim zvonikom. Nakon što je nekoliko puta gradnja bila prekinuta, završena je 1521. godine u stilu kasne gotičke arhitekture.
Crkva Svetog Tome je peterobrodna dvoranska crkva dugao oko 65, široka 30 i visoka 22 metra. Kupola joj je visoka 30 metara, a ima galeriju iznad lijevog broda i kapele s obje strane apside.

## Trg Kleber
Trg Kleber, najveći trg u Strasbourgu, nalazi se u samom središtu gradske trgovačke zone. Ime je dobio po slavnom generalu Jean-Baptisteu Kléberu, koji je rođen u Strasbourgu 1753. godine. U središtu trga nalazi se Kléberova skulptura ispod koje je škrinja s njegovim tijelom. Na sjevernoj strani trga je tzv. Aubette (Orderly Room), koju je izgradio Blondel od 1765. do 1772. godine.

## Kuća Kammerzell
Kuća Kammerzell (alzaški: Kammerzellhüs, francuski: Maison Kammerzell, njemački: Kammerzellhaus) je jedna od najveličanstvenijih i najbolje očuvanih srednjovjekovnih kuća ukrašenih u kasnogotičkom stilu Svetog Rimskog Carstva u Strasbourgu. Nalazi se na katedralskom trgu (Place de la Cathédrale), sjeverozapadno od Stražburške katedrale, a svojom crvenkastom bojom se ističe od ostalih u slikovitoj ulici.
Izgrađena je 1427. godine i dvaput je renovirana, 1467. i 1589., u stilu njemačke renesanse i stilski je bliskija kućama Rajnske oblasti s crnim i bijelim drvenim okvirovima rezerviranim za stambene građevine (za razliku od upravnih, službenih ili plemićkih kuća). Fasada kuće sadrži brojne izrezbarine od drveta. Kao i Kuća Tanneurs, kuća Kammerzell prikazuje veliku sklonost uokviravanja prozora u to vrijeme. Osim drveta, u to je vrijeme bila popularna i opeka, najoriginalnija ciglena zgrada izgrađena u to vrijeme je Trgovačka komora. Kuća duguje ime trgovcu Jean-Françoisu Kammerzellu koji ju je kupio u 19. stoljeću.
Kuća je iznutra bogato oslikana freskama alzaškog slikara Léa Schnuga (1878. – 1933.), a danas se u njoj nalazi restoran.